# Yagul
Yagul és una zona arqueològica mexicana fortificada. Se situa a la vall de Tlacolula, en l'estat d'Oaxaca. Està construïda sobre una plataforma artificial. Prop de Yagul es troba Caballito Blanco, una àrea que mostra indicis d'ocupació primerenca a Oaxaca.
Situat a la Vall de Tlacolula, a l'Estat d'Oaxaca, aquest lloc comprèn dos conjunts de vestigis arqueològics prehispànics i una sèrie de coves prehistòriques i refugis rocosos. En alguns d'aquests refugis s'han trobat restes arqueològiques i vestigis d'art rupestre que són testimoniatges de la vida dels primers agricultors sedentaritzats. A la cova de Guilá Naquitz s'han trobat llavors de cucurbitàcies de 10.000 anys d'antiguitat, que constitueixen les restes més primerenques de plantes domesticades descoberts fins avui en el continent americà, així com fragments d'espigues de blat de moro que són un dels més antics testimoniatges de la domesticació d'aquesta planta. El paisatge cultural de les coves de Yagul i Mitla posa de manifest el vincle entre l'home i la naturalesa que va donar lloc a la domesticació de les plantes en l'Amèrica Septentrional i va obrir pas al desenvolupament de les civilitzacions mesoamericanes.
La ciutat de Yagul és una zona arqueològica zapoteca fortificada, conté una zona d'edificis i tombes construïts entre els anys 750 i 1500. Va néixer després de la caiguda de Monte Albán, i destaca per la presència de murals en pisos i murs. L'estructura més excel·lent és el Palau dels Sis Patis (també anomenada El Laberint) que conté una zona de columnes i patis connectats. És una de les ciutats més importants de la cultura zapoteca, i la seva època de major esplendor se situa en el Període Pos-clàssic mesoamericà. La zona arqueològica té una zona d'accés, per la qual cosa pot ser visitada de dilluns a diumenge de 08:00 a 17:00 hores.
A Yagul, existeixen vestigis de pintura mural en les tombes descobertes a la zona, com en la tomba 30, la més elaborada del lloc, i juntament amb les tombes 11 i 13, els dissenys geomètrics presenten restes d'una prima capa d'estuc i restes de pintura vermella. En altres casos, la pintura vermella apareix al voltant de l'obertura d'accés al sepulcre, com en les tombes 6 i 12.
L'arquitectura residencial de Yagul conserva restes de pintura vermella en alguns murs i pisos estucats. L'any 1974, Ignacio Bernal i Lorenzo Gamio, il·lustren 5 fragments d'estuc amb dissenys en color, provinents del Pati C, que es troba al nord del Palau.
Des de 1990 el projecte La pintura mural prehispànica a Mèxic del Institut d'Investigacions Estètiques de la Universitat Nacional Autònoma de Mèxic, es dedica al registre i estudi dels murals precolombins, com els de Yagul.
L'agost de 2010, el Comitè del Patrimoni de la Humanitat de la UNESCO va tenir a bé incloure el lloc Coves Prehistòriques de Yagul i Mitla, de les valls centrals d'Oaxaca, en la llista de Patrimoni de la Humanitat, reconeixent així el conjunt de valors culturals i naturals d'aquest paisatge cultural i la seva relació amb els grups humans que van habitar aquesta regió.
Els escassos llocs prehistòrics que fins ara han estat reconeguts comunament es troben sota diversos estrats de terra el que fa pràcticament impossible la seva exposició. Per aquesta raó el lloc de coves prehistòriques de Yagul a les valls centrals d'Oaxaca adquireix tanta importància per l'arqueologia com per a les disciplines dedicades a la conservació del patrimoni. Aquest és un paisatge cultural els components del qual i extraordinari estat de conservació ho fa un exemple únic a la nostra regió.

## Galeria d'imatges

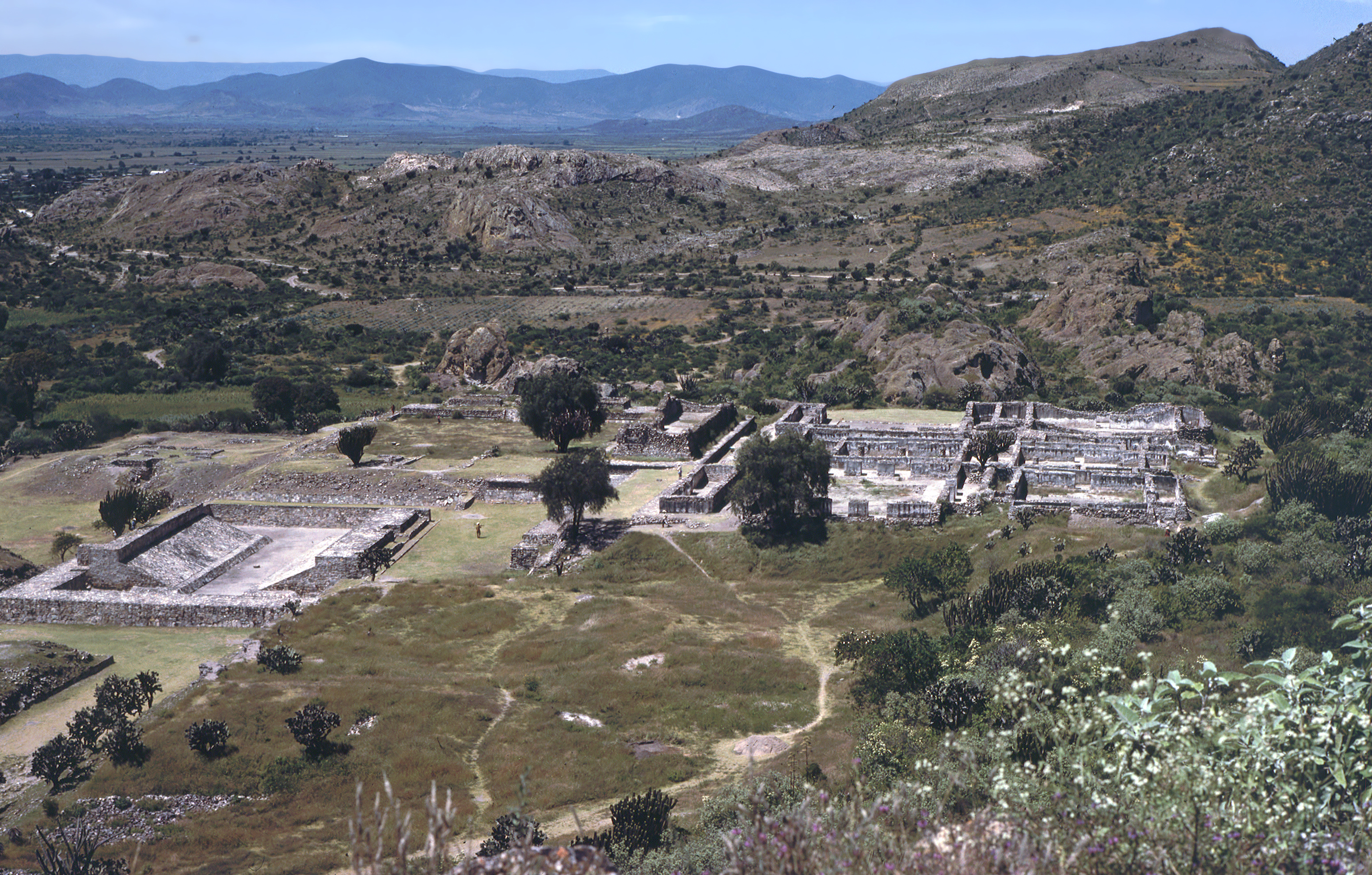
Vista de la zona
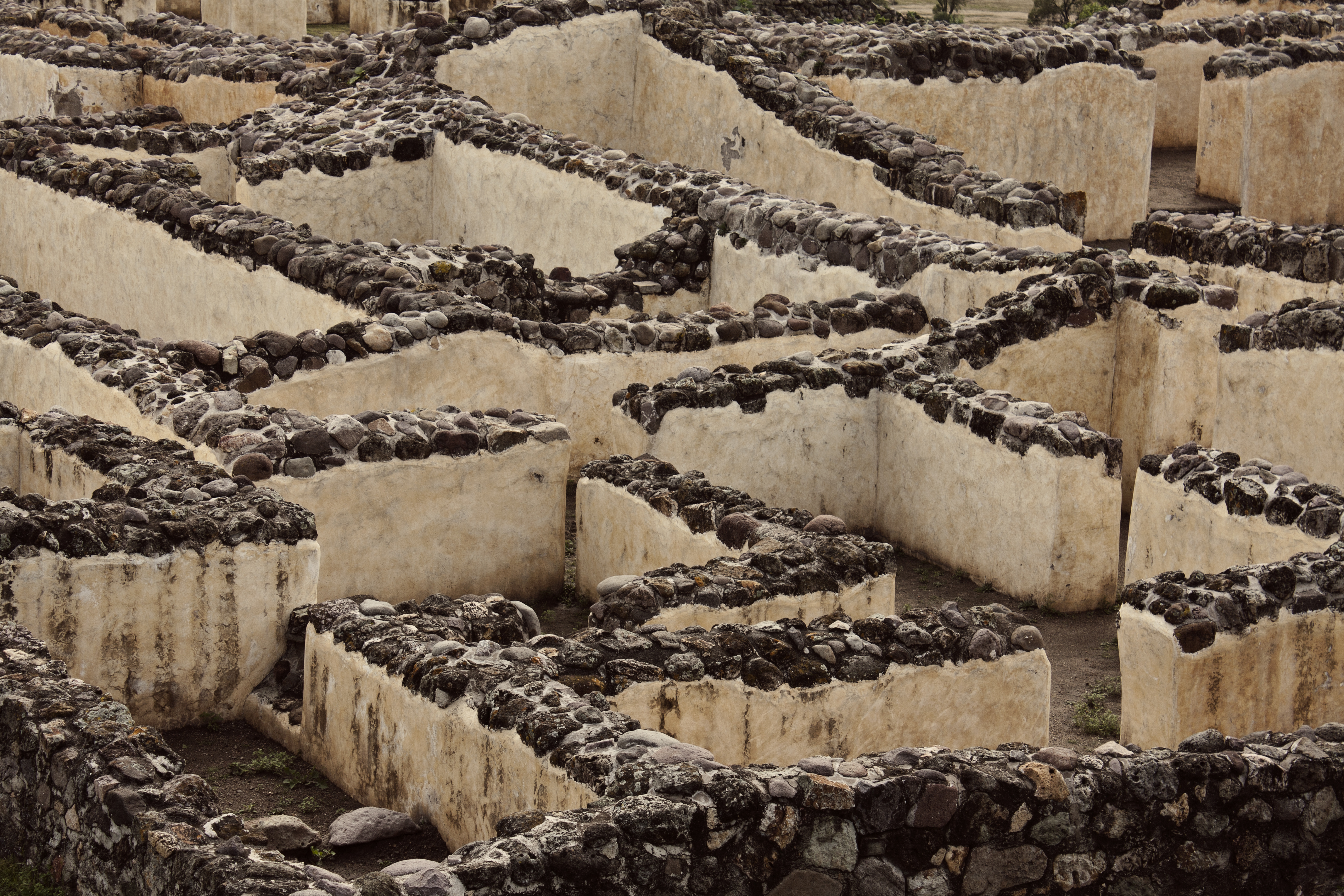
Detall de la zona arqueològica
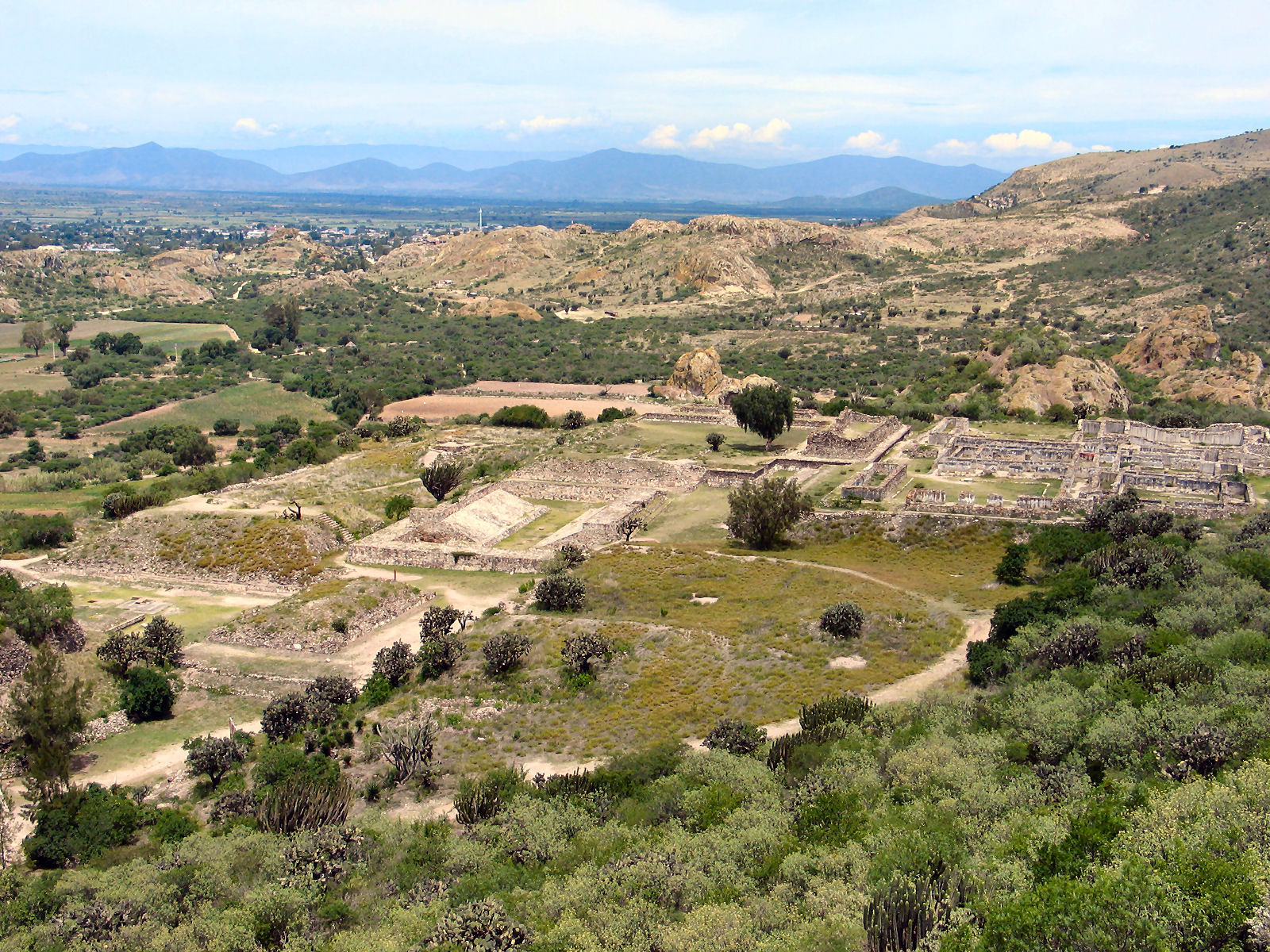
Vista panoràmica de les runes
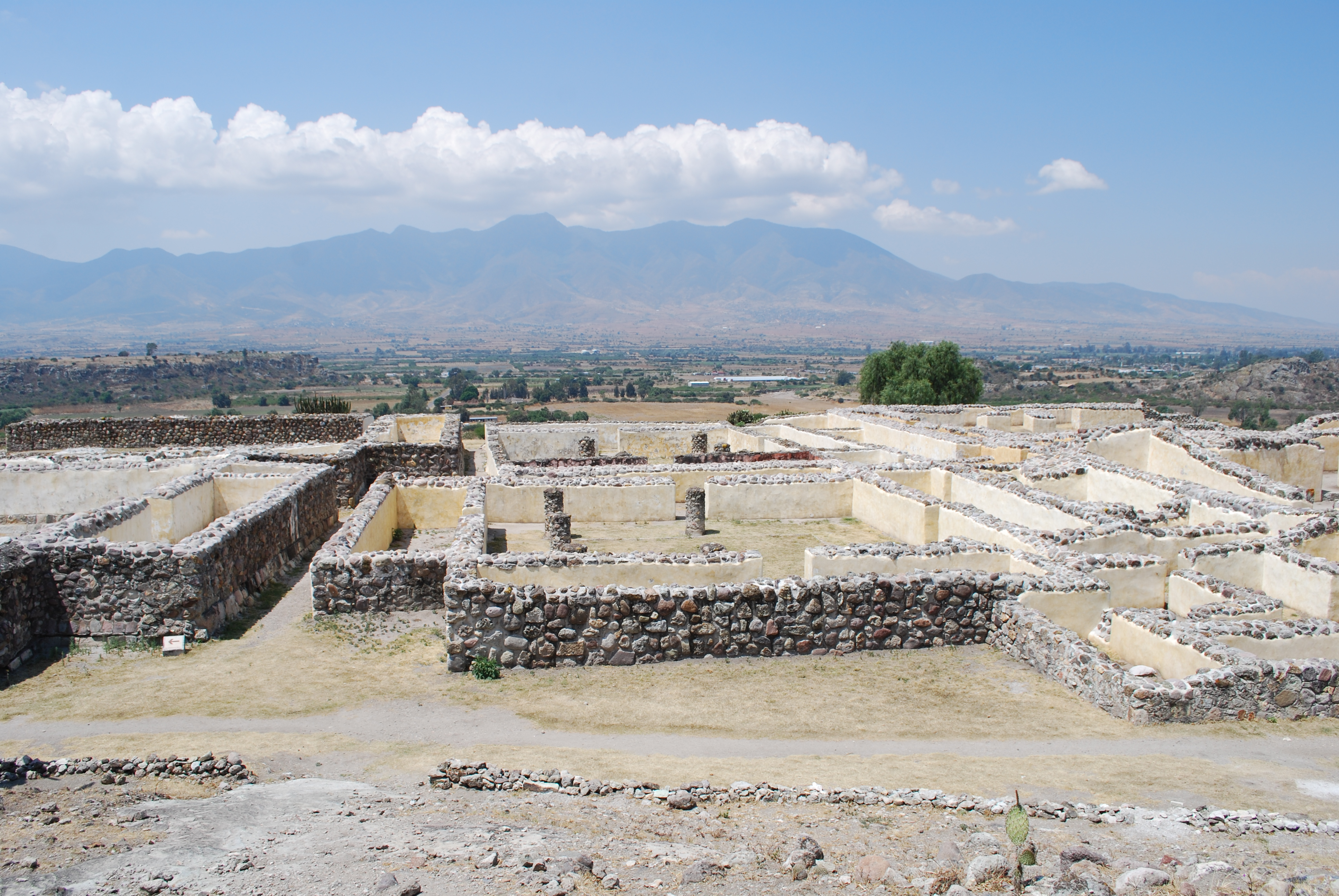
Vista des del Palau dels 6 patis
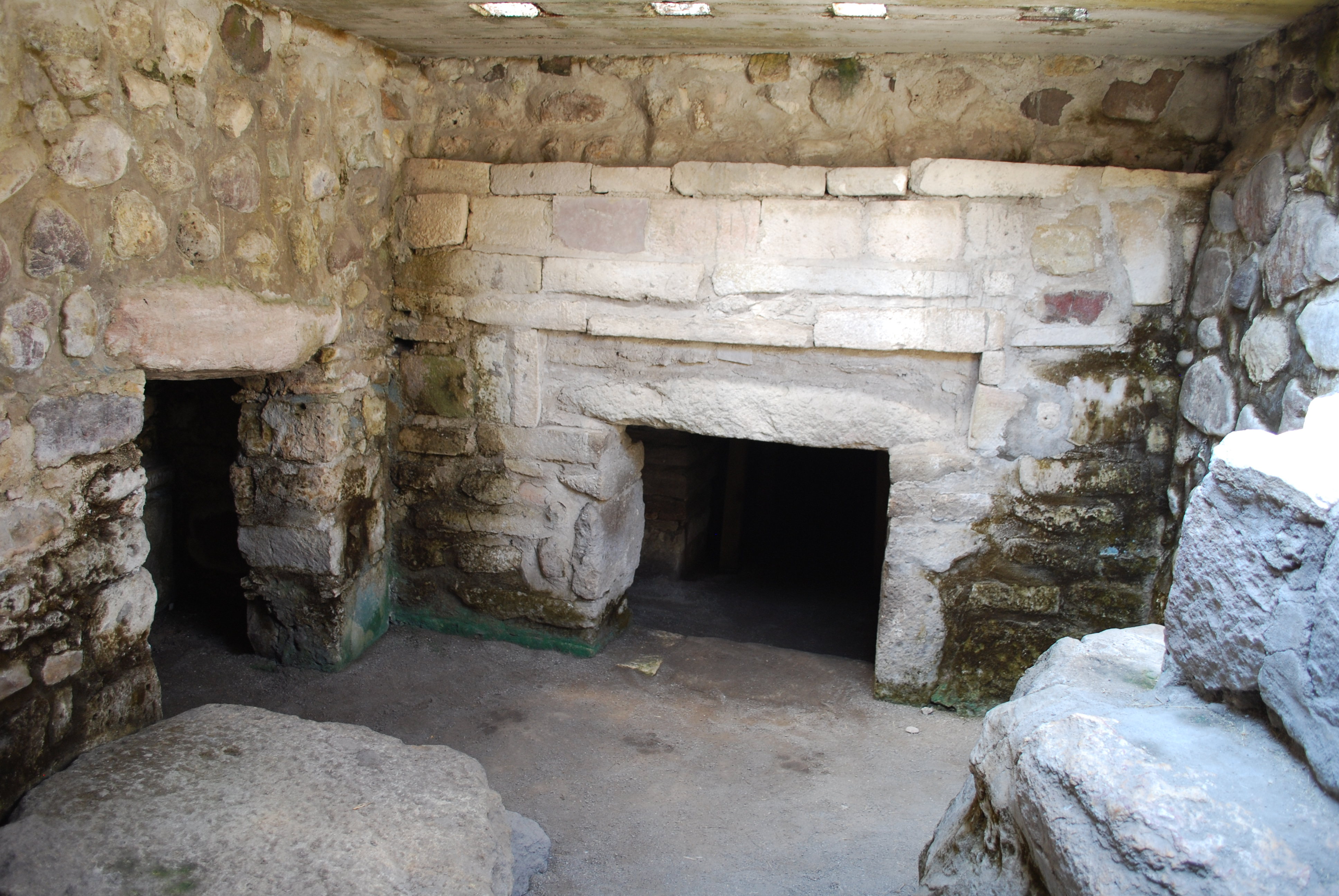
Dues de les tombes
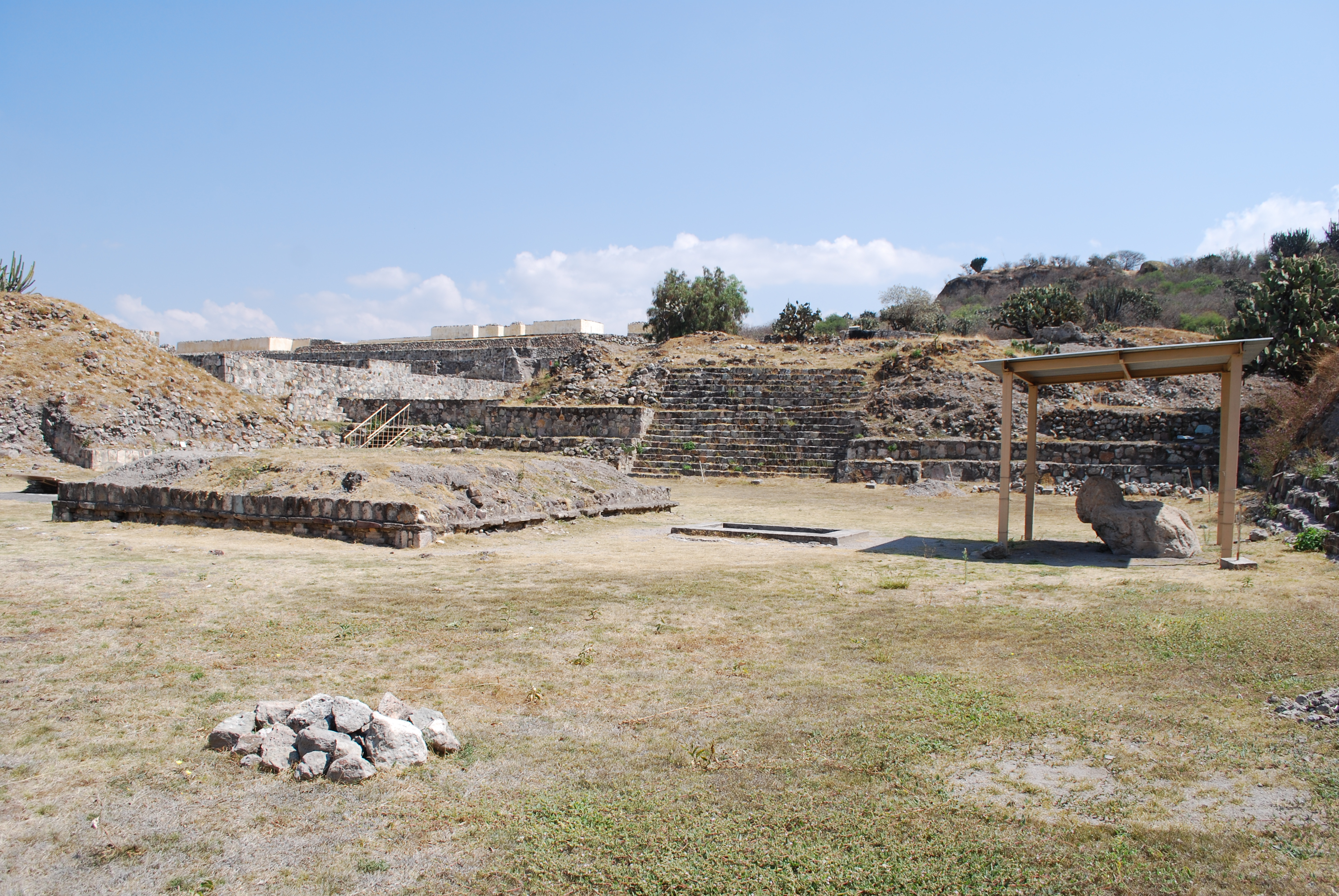
Vista del Pati 4
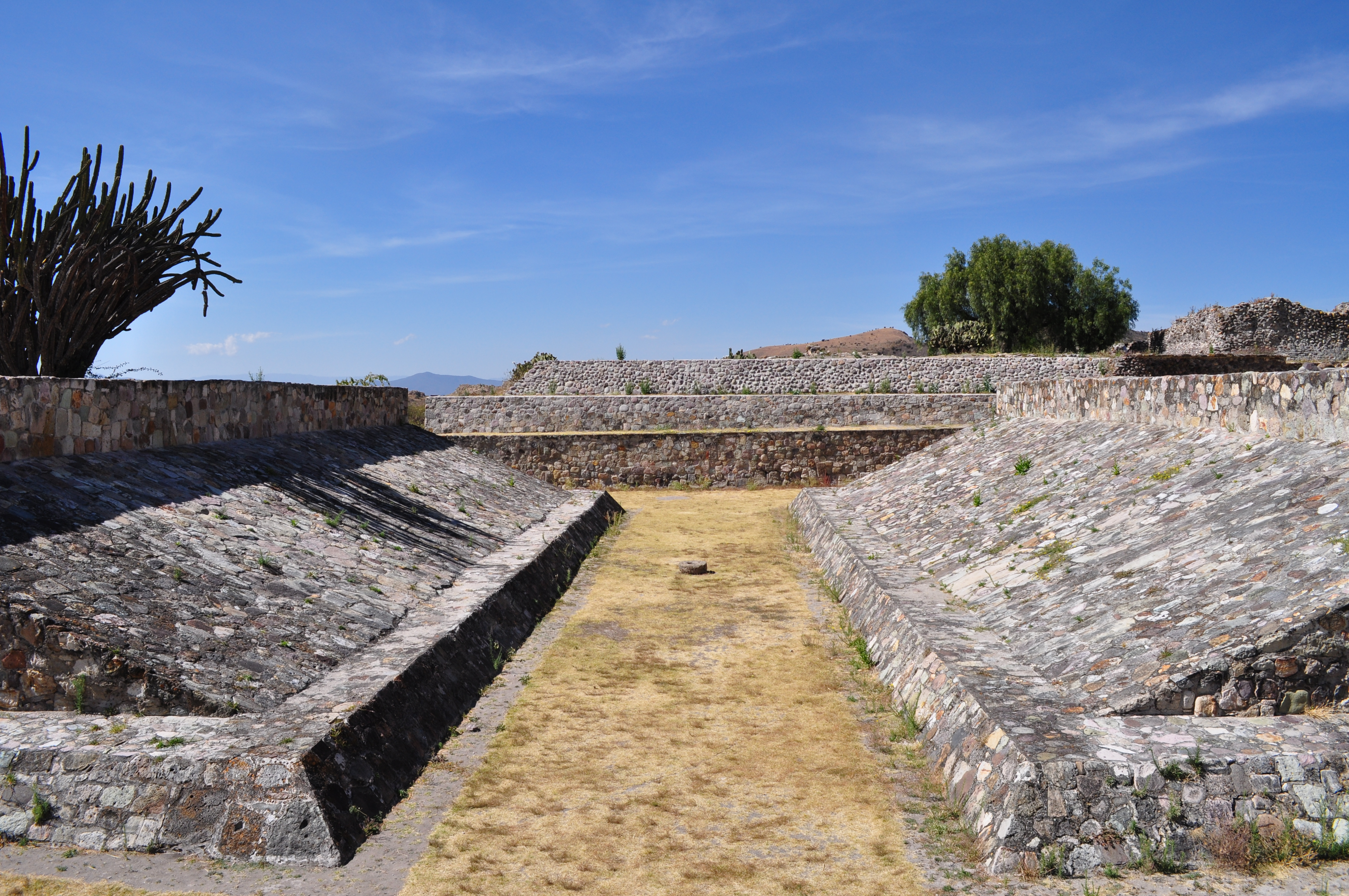
Joc de la pilota